# Thomas Johansson
Thomas Johansson (Linköping, 24 maart 1975) is een voormalige Zweedse tennisser, die in 1994 toetrad tot de rijen der professionals en sindsdien acht toernooien won op de ATP-tour. In juni 2009 besloot hij te stoppen met tennis spelen op professioneel niveau. Sinds 2016 is hij samen met Thierry Van Cleemput de coach van David Goffin.

## Carrière
Johansson heeft één grandslamtitel op zijn naam staan. In 2002 won hij tegen alle verwachtingen in het Australian Open door in de finale de Rus Marat Safin te verslaan. Na een slepende knieblessure die hem het volledige seizoen 2003 kostte, keerde hij terug. In 2005 bereikte hij de halve finales van Wimbledon.
Daarna werd weinig meer van hem vernomen.
Zijn eerste toernooizege behaalde Johansson in 1997, op het ATP-toernooi van Kopenhagen ten koste van de Tsjech Martin Damm. Nadien volgden eindoverwinningen in Sint-Petersburg in 1997, Montreal in 1999, Stockholm in 2000, Halle in 2001, Nottingham in 2001, het Australian Open 2002 en opnieuw Stockholm in 2004. Zijn hoogste positie op de ATP-wereldranglijst bereikte de rechtshandige Zweed op 10 juni 2002: de zevende plaats.
In de laatste jaren van zijn carrière sukkelde Johansson met een hardnekkige voetblessure, die hem uiteindelijk deed beslissen om met professioneel tennis te stoppen in juni 2009.

## Palmares
| Legenda                       | Legenda               |
| ----------------------------- | --------------------- |
| Grand Slam                    |                       |
| Olympische Spelen             |                       |
| tot 2009                      | vanaf 2009            |
| Tennis Masters Cup            | ATP Finals            |
| ATP Masters Series            | ATP Tour Masters 1000 |
| ATP International Series Gold | ATP Tour 500          |
| ATP International Series      | ATP Tour 250          |

### Enkelspel
| Nr.              | Datum            | Toernooi            | Ondergrond    | Tegenstander in finale | Score                 | Details |
| ---------------- | ---------------- | ------------------- | ------------- | ---------------------- | --------------------- | ------- |
| Gewonnen finales |                  |                     |               |                        |                       |         |
| 1.               | 10 maart 1997    | ATP Kopenhagen      | Tapijt (i)    | Martin Damm            | 6-4, 3-6, 6-2         | Details |
| 2.               | 17 maart 1997    | ATP Sint-Petersburg | Tapijt (i)    | Renzo Furlan           | 6-3, 6-4              | Details |
| 3.               | 2 augustus 1999  | ATP Montreal        | Hardcourt     | Jevgeni Kafelnikov     | 1-6, 6-3, 6-3         | Details |
| 4.               | 20 november 2000 | ATP Stockholm       | Hardcourt (i) | Jevgeni Kafelnikov     | 6-2, 6-4, 6-4         | Details |
| 5.               | 11 juni 2001     | ATP Halle           | Gras          | Fabrice Santoro        | 6-3, 6-7(5), 6-2      | Details |
| 6.               | 18 juni 2001     | ATP Nottingham      | Gras          | Harel Levy             | 7-5, 6-3              | Details |
| 7.               | 14 januari 2002  | Australian Open     | Hardcourt     | Marat Safin            | 3-6, 6-4, 6-4, 7-6(4) | Details |
| 8.               | 25 oktober 2004  | ATP Stockholm       | Hardcourt (i) | Andre Agassi           | 3-6, 6-3, 7-6(4)      | Details |
| 9.               | 24 oktober 2005  | ATP Sint-Petersburg | Tapijt (i)    | Nicolas Kiefer         | 6-4, 6-2              | Details |
| Verloren finales |                  |                     |               |                        |                       |         |
| 1.               | 2 maart 1998     | ATP Rotterdam       | Tapijt (i)    | Jan Siemerink          | 6-7(2), 2-6           | Details |
| 2.               | 9 november 1998  | ATP Stockholm       | Hardcourt (i) | Todd Martin            | 3-6, 4-6, 4-6         | Details |
| 3.               | 14 juni 2004     | ATP Nottingham      | Gras          | Paradorn Srichaphan    | 6-1, 6-7(4), 3-6      | Details |
| 4.               | 23 oktober 2006  | ATP Sint-Petersburg | Tapijt (i)    | Mario Ančić            | 5-7, 6-7(2)           | Details |
| 5.               | 8 oktober 2007   | ATP Stockholm       | Hardcourt (i) | Ivo Karlović           | 3-6, 6-3, 1-6         | Details |

## Prestatietabel
| Legenda | Legenda                          |
| ------- | -------------------------------- |
| g.t.    | geen toernooi gehouden           |
| l.c.    | lagere categorie                 |
| –       | niet deelgenomen                 |
| G       | uitgeschakeld in de groepsfase   |
| 1R      | uitgeschakeld in de eerste ronde |
| 2R      | uitgeschakeld in de tweede ronde |
| 3R      | uitgeschakeld in de derde ronde  |
| 4R      | uitgeschakeld in de vierde ronde |
| KF      | uitgeschakeld in de kwartfinale  |
| HF      | uitgeschakeld in de halve finale |
| F       | de finale verloren               |
| W       | het toernooi gewonnen            |
| w-v     | winst/verlies-balans             |

### Prestatietabel grand slam, enkelspel
| Toernooi        | 1994 | 1995 | 1996 | 1997 | 1998 | 1999 | 2000 | 2001 | 2002 | 2004 | 2005 | 2006 | 2007 | 2008 |
| --------------- | ---- | ---- | ---- | ---- | ---- | ---- | ---- | ---- | ---- | ---- | ---- | ---- | ---- | ---- |
| Australian Open | 1R   | –    | 2R   | 2R   | 1R   | 1R   | 2R   | 3R   | W    | 1R   | 4R   | 4R   | 2R   | 1R   |
| Roland Garros   | –    | 1R   | 2R   | 1R   | 1R   | –    | 2R   | 1R   | 2R   | –    | 2R   | 1R   | 1R   | 1R   |
| Wimbledon       | –    | –    | 4R   | 2R   | 3R   | 2R   | 4R   | 2R   | 1R   | 3R   | HF   | 1R   | 1R   | 2R   |
| US Open         | –    | –    | 2R   | 1R   | KF   | –    | KF   | 4R   | –    | 3R   | 2R   | 1R   | 3R   | 1R   |

### Prestatietabel grand slam, dubbelspel
| Toernooi        | 2001 | 2002 | 2004 | 2005 | 2006 | 2007 | 2008 |
| --------------- | ---- | ---- | ---- | ---- | ---- | ---- | ---- |
| Australian Open | 1R   | –    | –    | –    | –    | 1R   | 2R   |
| Roland Garros   | –    | –    | –    | –    | 2R   | 1R   | –    |
| Wimbledon       | –    | –    | 2R   | –    | –    | 3R   | 2R   |
| US Open         | –    | –    | 1R   | 3R   | 2R   | 2R   | 1R   |